# استین برون یلداس
استین برون یلداس (انگلیسی: Stine Brun Kjeldaas؛ زادهٔ ۲۳ آوریل ۱۹۷۵) اسنوبردسوار اهل نروژ است.